# Markiwci (rejon krasiłowski)
Markiwci (ukr. Марківці, pol. hist. Markowce) – wieś na Ukrainie, w obwodzie chmielnickim, w rejonie krasiłowskim.
Miejscowość opisana w książce Zofii Kossak pt. Pożoga. Wspomnienie z Wołynia 1917-1919.